# Alfredo Lucas
Alfredo Alves Lucas (Biscoitos, 27 de Setembro de 1911 — São Brás, 25 de Abril de 1980) foi um sacerdote católico e investigador da historiografia açoriana que se notabilizou como autor de estudos sobre a história de igrejas e ermidas e da relação da sua construção com o povoamento da ilha Terceira.

## Biografia
Depois de ter frequentado o Seminário Diocesano de Angra foi ordenado presbítero a 11 de Novembro de 1934, com 23 anos de idade. Foi vigário de São Bartolomeu dos Regatos de 1934 a 1938, sendo nesse ano nomeado vigário do lugar de São Brás, no vizinho concelho da Praia da Vitória, cargo que matéria desde 18 de dezembro de 1938 até 1 de Março de 1958, data em que o lugar de São Brás, até aí parte da freguesia das Lajes, foi elevado a paróquia e freguesia independente. Passou naquela data a pároco da nova freguesia, cargo que exerceu até falecer.
No campo cívico distinguiu-se em diversos campos, desde a filantropia à actividade política, sendo o principal obreiro da elevação de São Brás a freguesia. Foi responsável por múltiplas iniciativas culturais na localidade e coordenou importantes obras em edifícios públicos.
Dedicou aos estudos históricos, investigando a origem das igrejas e ermidas da ilha, matéria em que se tornou especialista. Publicou numerosos artigos sobre a matéria, sendo a sua principal obra a monografia As ermidas da ilha Terceira, editada em 1976 e já objecto de reedição póstuma. Figura na toponímia de São Brás e em 1996 foi-lhe erigido um busto no adro da igreja paroquial.